# Société segmentaire
Une société segmentaire est en anthropologie un modèle de société divisée sur plusieurs niveaux hiérarchiques en de nombreuses composantes similaires, opposées entre elles à chaque niveau mais intégrées dans un niveau supérieur. Le modèle segmentaire s'est appliqué à de nombreuses sociétés, notamment du monde Méditerranéen, d'Afrique du Nord (Berbères,), du Moyen-Orient (Yéménites,, Bakhtiaris), de la Corne de l'Afrique (Couchites,), d'Europe (Corses, Grecs), d'Afrique subsaharienne (Nuer, Tiv), d'Asie du Sud-Est,, etc.

## Division et complémentarité organisent la société segmentaire
Une société segmentaire est « formée d’une multiplicité de groupes qui s’emboîtent les uns dans les autres et dont le trait dominant réside dans les relations qui s’instaurent entre eux ». Ainsi dans une société présentant une segmentation en familles, clans et tribus, les familles s’opposent entre elles mais se rassemblent dans un même clan, opposé à son tour à d’autre clans, etc. Selon Edward Evan Evans-Pritchard, une société segmentaire est donc organisée par des mouvements de « fission » et de « fusion ».
Formée par l’emboîtement hiérarchique des segments et leur opposition complémentaire, une société segmentaire ne présente pas de pouvoir centralisé (elle est dite acéphale) et est relativement égalitaire. L’appartenance à un segment est souvent déterminée par le statut généalogique de la personne, de la famille, du clan… L’individu a donc autant de points de référence qu’il y a de niveau de segmentation. L’organisation segmentaire concerne de nombreuses sociétés nomades.

## Histoire de la notion
Émile Durkheim a introduit le terme segmentaire dans La division du travail social (1893) pour décrire les organisations tribales. L’organisation segmentaire est pensée dans un cadre évolutionniste, la société segmentaire est issue de la horde et représente un état plus primitif que les sociétés stratifiées, elles-mêmes antérieures aux sociétés à État. La société segmentaire correspond pour Durkheim à une société organisée par une solidarité « mécanique ».
Le terme est ensuite utilisé par Meyer Fortes et Evans-Pritchard, mais sans référence immédiate à Durkheim. La description canonique d’une société segmentaire est celle d’Evans-Pritchard concernant les Nuer, la parenté organise la division sociale aux différents niveaux hiérarchiques. L’organisation segmentaire confronte des groupes de taille et de force comparables, ainsi elle limite l’étendue des conflits et encourage à la négociation.
La théorie de la segmentarité a été appliquée à plusieurs sociétés du Maghreb à la suite notamment des travaux d’Ernest Gellner. Raymond Jamous a utilisé la notion de société segmentaire pour décrire la société Iqar’iyen au Maroc, en lui apportant toutefois un certain nombre de nuances. A la segmentation des lignages il ajoute des considérations territoriales. Les oppositions sont structurées par le domaine de l’interdit et par la notion d’honneur. Le cycle de la violence que peut entraîner ces oppositions est modéré par l’intervention des chorfa dont le prestige n’est pas assuré par l’honneur mais par le charisme, la grâce religieuse (baraka).

## Critiques
Le modèle des sociétés segmentaires a reçu cependant un certain nombre de critiques. On lui a reproché son formalisme : privilégiant la logique structurelle il ne prendrait pas assez en compte la dimension historique ni la dimension économique entraînant en conséquence une sous-estimation des rapports dominants-dominés. On a pu aussi lui reprocher de confondre la représentation théorique que les sociétés donnent d’elles-mêmes avec leur véritable organisation.